# Studie zur Gesundheit von Kindern und Jugendlichen in Deutschland
Die Studie zur Gesundheit von Kindern und Jugendlichen in Deutschland (KiGGS) ist eine vom Robert Koch-Institut seit 2003 durchgeführte Erhebung zum Gesundheitszustand der in Deutschland lebenden Kinder und Jugendlichen im Alter von 0 bis 17 Jahren sowie zu deren gesundheitlicher Entwicklung bis ins Erwachsenenalter. KiGGS ist – wie auch die Studie zur Gesundheit Erwachsener in Deutschland (DEGS) sowie die Studie Gesundheit in Deutschland aktuell (GEDA) – Teil des Gesundheitsmonitorings, welches das Robert Koch-Institut seit 2008 im Auftrag des Bundesministeriums für Gesundheit durchführt. Die Daten des Gesundheitsmonitorings fließen in die Gesundheitsberichterstattung des Bundes am Robert Koch-Institut ein. Sie ergänzen bestehende Datenquellen und sind eine Grundlage für die Entwicklung von gesundheitspolitischen Zielsetzungen und Maßnahmen.

## KiGGS-Studienkonzept
Ziel von KiGGS ist es, in mehreren Erhebungswellen bundesweit repräsentative Gesundheitsdaten zu sammeln, mit denen die jeweils aktuelle gesundheitliche Lage der 0- bis 17-jährigen Kinder und Jugendlichen in Deutschland beschrieben werden kann und mit denen Veränderungen (Trends) im Zeitverlauf aufgedeckt werden können. Durch wiederholte Einbeziehung von Kindern und Jugendlichen bis ins Erwachsenenalter (KiGGS-Kohorte) soll ermittelt werden, wie gesundheitsrelevante Faktoren im Kindes- und Jugendalter mit der späteren Erwachsenengesundheit in Zusammenhang stehen. Die Studie ist somit als Kombination aus Querschnittstudie und Längsschnittstudie angelegt. Die Daten werden mithilfe von Befragungen sowie medizinischen Messungen erhoben. Allgemeine wiederkehrende Themenbereiche sind
- Gesundheitszustand,
- Gesundheitsverhalten,
- Lebensbedingungen und
- gesundheitliche Versorgung.[5]

## KiGGS-Basiserhebung
Die KiGGS-Basiserhebung führte das Robert Koch-Institut von Mai 2003 bis Mai 2006 durch. Insgesamt wurden in 167 Studienorten 17.641 Kinder und Jugendliche unter 18 Jahren gesundheitlich untersucht und deren Eltern (sowie Jugendliche ab 14 Jahren) befragt. Das Erhebungsprogramm unterschied sich nach fünf Altersgruppen. Der Befragungsteil umfasste einen Gesundheits- und einen Ernährungsfragebogen für Eltern sowie Kinder- und Jugendliche ab 11 Jahren und ein ärztliches Interview.
Der Untersuchungsteil bestand aus
- Laboruntersuchungen von Blut- und Urinproben,
- der Ermittlung von Sehfunktion,
- Körpermaßen (z. B. Größe und Gewicht),
- Blutdruck und Puls,
- einer Schilddrüsensonographie sowie
- Tests (Koordinations- und Reaktionstest, neuromotorische Tests, Ausdauerleistungstest, motorische Aktivität).[7]

## KiGGS Welle 1
Von Juni 2009 bis Juni 2012 setzte das Robert Koch-Institut die KiGGS-Studie unter dem Titel KiGGS Welle 1 als telefonische Befragung fort. Alle Teilnehmer der KiGGS-Basiserhebung wurden erneut eingeladen. Zusätzlich wurden neu ausgewählte Kinder unter sechs Jahren erstmals einbezogen, da dieser Altersbereich nicht mehr besetzt war. Die thematischen Schwerpunkte von KiGGS Welle 1 entsprachen weitgehend denen der KiGGS-Basiserhebung (Befragungsteil).

## KiGGS Welle 2
Von September 2014 bis August 2017 setzte das Robert Koch-Institut die KiGGS-Studie unter dem Titel KiGGS Welle 2 nicht nur als reine als Befragung (wie die KiGGS-Welle 1), sondern auch mit körperlichen Untersuchungen und Tests fort (wie in der KiGGS-Basiserhebung). Auch die 167 Studienorte der Basiserhebung blieben identisch. Es wurden Kinder und bereits Erwachsene aus der KiGGS-Basiserhebung und der KiGGs Welle1(inzwischen 11 – 29 Jahre) und zusätzlich eine neue repräsentative Gruppe von Kindern zwischen 0 und 17 Jahren und ihre Eltern befragt. Die Kernbefragung wurde durch Zusatzerhebungen an Unterstichproben ergänzt (Modulstudien: BELLA-Studie: Befragung zum seelischen Wohlbefinden und Verhalten; Deutsche Umweltstudie zur Gesundheit (GerES): Belastungen durch Umwelteinflüsse; EsKiMo-Studie zur Ernährung von Kindern und Jugendlichen (6 bis 17 Jahre); KiESEL-Studie zum Lebensmittelverzehr von Kindern (6 Monate bis 6 Jahre); MoMo-Studie zur körperlichen Aktivität) ergänzt. Erste Ergebnisse aus Welle 2 wurden im März 2018 im Journal of Health Monitoring veröffentlicht und sind über die Website des RKI frei zugänglich.

## Daten
Für die wissenschaftliche Öffentlichkeit sind die Daten des Gesundheitsmonitorings als Public Use Files verfügbar. Die Daten der KiGGS-Basiserhebung können zur Nutzung beantragt werden.

## Publikationen
- Limo, Saft & Co – Konsum zuckerhaltiger Getränke in Deutschland. In: GBE kompakt 1/2013. Robert Koch-Institut, 2013, abgerufen am 22. August 2013.
- Referenzperzentile für anthropometrische Maßzahlen und Blutdruck aus der Studie zur Gesundheit von Kindern und Jugendlichen in Deutschland (KiGGS) 2003–2006, 2. Auflage. (PDF; 8 MB) In: Beiträge zur Gesundheitsberichterstattung des Bundes. Robert Koch-Institut, 2013, abgerufen am 22. August 2013.
- Y. Du, B. M. Rosner, H. Knopf, S. Schwarz, M. Dören, C. Scheidt-Nave: Hormonal contraceptive use among adolescent girls in Germany in relation to health behavior and biological cardiovascular risk factors. In: J Adolesc Health. 48(4), 2011 Apr, S. 331–337. PMID 21402260
- H. Knopf, Y. Du: Perceived adverse drug reactions among non-institutionalized children and adolescents in Germany. In: Br J Clin Pharmacol. 70(3), 2010 Sep, S. 409–417. PMID 20716242
- Bevölkerungsbezogene Verteilungswerte ausgewählter Laborparameter aus der Studie zur Gesundheit von Kindern und Jugendlichen in Deutschland (KiGGS). (PDF) In: Beiträge zur Gesundheitsberichterstattung des Bundes. Robert Koch-Institut, 2009, abgerufen am 10. September 2012.
- Y. Du, H. Knopf: Self-medication among children and adolescents in Germany: results of the National Health Survey for Children and Adolescents (KiGGS). In: Br J Clin Pharmacol. 68(4), 2009 Oct, S. 599–608. PMID 19843063
- Lebensphasenspezifische Gesundheit von Kindern und Jugendlichen in Deutschland. (PDF) In: Beiträge zur Gesundheitsberichterstattung des Bundes. Robert Koch-Institut, 2008, abgerufen am 10. September 2012.
- Kinder- und Jugendgesundheitssurvey (KiGGS) 2003–2006: Kinder und Jugendliche mit Migrationshintergrund in Deutschland. (PDF) In: Beiträge zur Gesundheitsberichterstattung des Bundes. Robert Koch-Institut, 2008, abgerufen am 10. September 2012.
- Erkennen – Bewerten – Handeln: Zur Gesundheit von Kindern und Jugendlichen in Deutschland. (PDF) Robert Koch-Institut und Bundeszentrale für gesundheitliche Aufklärung (BZgA), 2008, abgerufen am 10. September 2012.
- Ergebnisse des Kinder- und Jugendgesundheitssurveys. In: Bundesgesundheitsblatt Band 50, Heft 5/6. 2007, abgerufen am 10. September 2012.
- Gesundheit von Kindern und Jugendlichen in Schleswig-Holstein. KiGGS-Landesmodul Schleswig-Holstein. (PDF) In: Beiträge zur Gesundheitsberichterstattung des Bundes. Robert Koch-Institut, 2007, abgerufen am 25. September 2012.
- H. Knopf, E. Bergmann, A. Dippelhofer, P. Kamtsiuris, H. U. Melchert, S. Reiter, A. Tischer: The Child and Adolescent Health Survey as a source of data for assessment of the essential aspects of health care in childhood and adolescence. In: Gesundheitswesen, 64, Suppl 1, 2002 Dezember, S. S43–S47. German, PMID 12870215